# Emmanuel Kanon Rozario
Emmanuel Kanon Rozario CSC (* 8. Februar 1963 in Pabna) ist ein bangladeschischer Geistlicher und römisch-katholischer Bischof von Barisal.

## Leben
Emmanuel Kanon Rozario studierte Philosophie und Katholische Theologie am Priesterseminar in Dhaka und empfing am 28. Dezember 1993 das Sakrament der Priesterweihe für das Bistum Rajshahi.
Nach drei Jahren in der Pfarrseelsorge studierte er von 1997 bis 2002 in Rom an der Päpstlichen Universität Urbaniana biblische Theologie und wurde zum Dr. theol. promoviert. Nach seiner Rückkehr in die Heimat war er bis 2007 Pfarrer in Borni im Distrikt Rajshahi. In den folgenden Jahren war er am Priesterseminar in Dhaka tätig, von 2007 bis 2011 als Studiendekan, 2012 als Subregens und anschließend von 2012 bis 2018 als Regens des Seminars. Von 2018 bis 2020 war er Pfarrer in Kolimnogor im Distrikt Rajshahi sowie Diözesanverantwortlicher für die Verwaltungsentwicklung. Ab 2021 war er Generalvikar des Bistums Rajshani und Dompfarrer an der Kathedrale. Außerdem war er Exekutivsekretär der Glaubenskommission der bangladeschischen Bischofskonferenz und in gleicher Funktion für das Amt für Familie und Jugend beim Bund der asiatischen Bischofskonferenzen (FABC) tätig.
Papst Franziskus ernannte ihn am 21. Juni 2022 zum Bischof von Barisal. Der Erzbischof von Dhaka, Bejoy Nicephorus D’Cruze OMI, spendete ihm am 19. August desselben Jahres die Bischofsweihe. Mitkonsekratoren waren der Erzbischof von Chittagong, Lawrence Subrata Howlader, und der Bischof von Rajshahi, Gervas Rozario.